# Chemin de câble
 (octobre 2013).
Si vous disposez d'ouvrages ou d'articles de référence ou si vous connaissez des sites web de qualité traitant du thème abordé ici, merci de compléter l'article en donnant les références utiles à sa vérifiabilité et en les liant à la section « Notes et références ».
Pour les articles homonymes, voir Chemin (homonymie).
Un chemin de câbles est un dispositif permettant le passage d'un ou plusieurs, câbles (énergie généralement électrique, réseau informatique ou multimédia), mais ils sont couramment utilisés dans l'industrie pour faciliter la distribution des fluides (air, gaz, etc.) dans les locaux.
Métalliques, ils peuvent améliorer l'immunisation des câbles aux perturbations électromagnétiques à condition d’être reliés à la terre. Le plastique par contre présente l’avantage de la légèreté voire de l’esthétique mais avec les inconvénients de ce matériau.

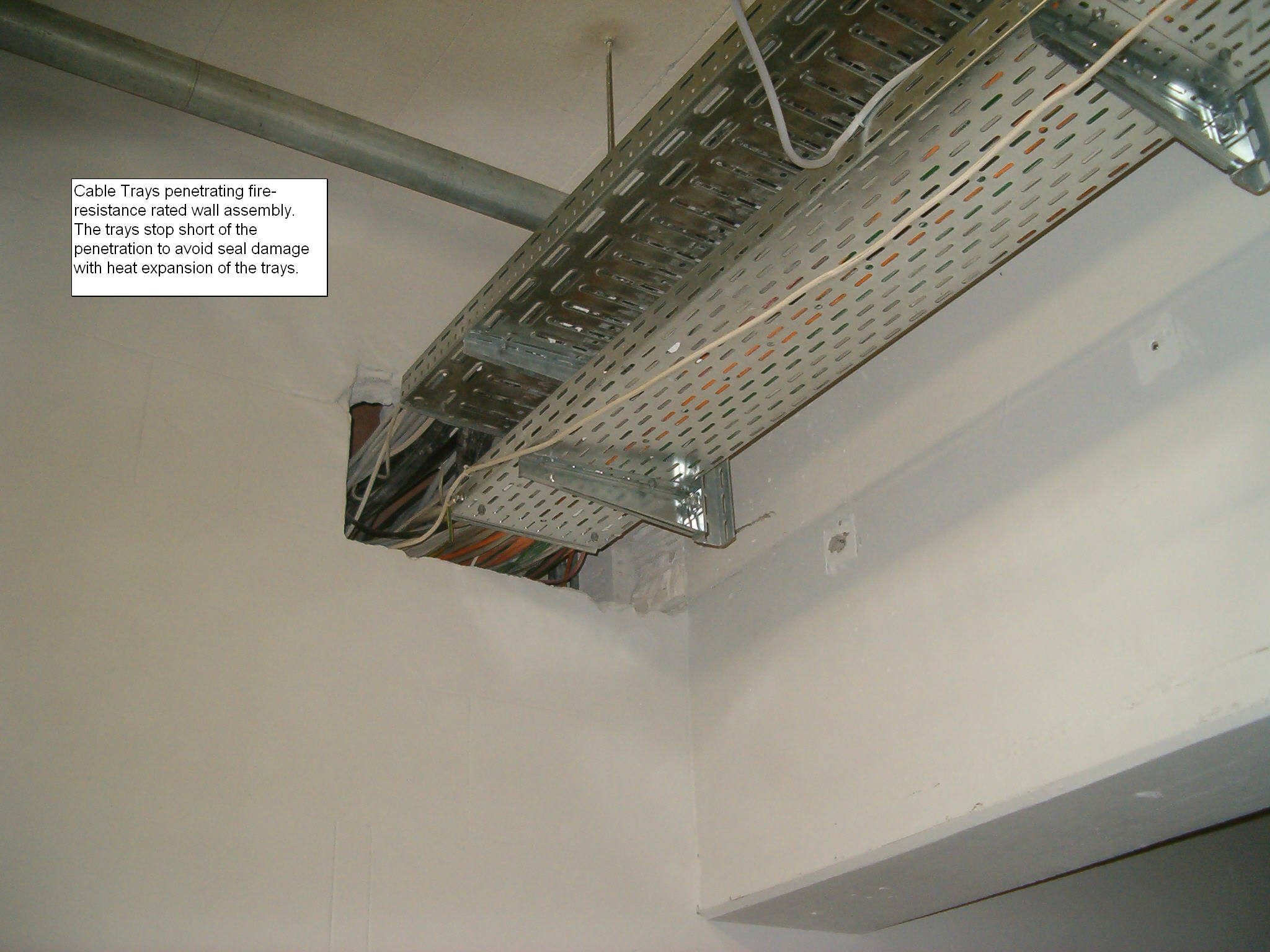
Chemin de câble en tôle

## Description
Il existe principalement 4 types de chemins de câbles :
- en tôle (perforée ou non)
- en fils[1]
- en treillis[2], appelé couramment échelles à câbles
- en composite ou PVC

Ils peuvent être :
- accrochés aux murs avec des consoles,
- suspendus au plafond (voir image),
- posés sur le sol ou encastrés dans la dalle de béton[N 2].

S'ils sont métalliques, ils doivent être reliés entre eux électriquement (équipotentialité) et mis à la terre afin d'éviter toute tension parasite (d'origine interne, externe ou accidentelle).
La norme internationale NF EN 61537 spécifie les exigences et les essais pour les systèmes de chemin de câbles et les systèmes d'échelle à câbles prévus pour le support, le logement des câbles et éventuellement d'autres équipements électriques dans des installations électriques et/ou des systèmes de communication.
Les goulottes ou moulures sont les variantes en plastique des chemins de câbles métalliques mais dont l'objectif principal est de protéger les câbles, et non les supporter.

## Utilisations

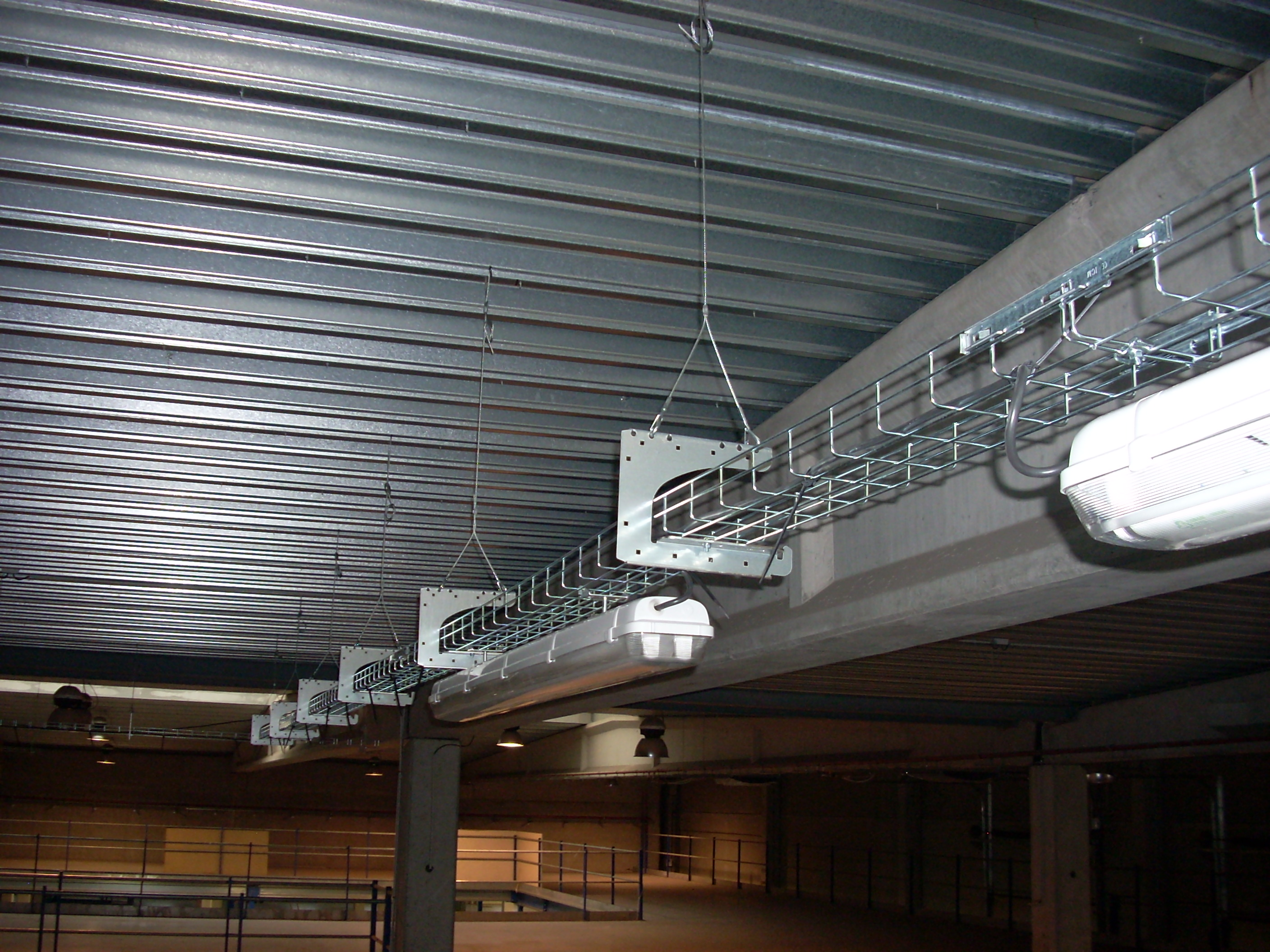
Chemin de câble en treillis supportant l’éclairage

Les chemins de câbles sont utilisés pour faire circuler différents types de câbles :
- Câbles électriques : pour les alimentations électriques et de secours ;
- Câbles de réception hertzienne : TV ou satellite ;
- Câbles multimédias : sonorisation, vidéoconférence, etc. ;
- Câbles informatiques (cuivre, coaxial, fibre optique), intranet et internet.

Ils peuvent aussi servir de support pour des fluides (gaz, air comprimé, eau, etc.)

## Risques d’interférences
Du fait de l'utilisation des chemins de câbles pour différents usages et afin d'éviter toute interférence, il est préférable de séparer physiquement les différents types de câbles (puissance, informatiques, audio/vidéo, etc.) dans les chemins de câbles et de s'assurer de l’équipotentialité de tous les chemins de câbles métalliques.

## Matériaux utilisés
Les chemins de câbles courants peuvent être en acier galvanisé, électrozingué, alliages du type zinc-aluminium, inoxydable (décapés-passivés ou non), aluminium, fibre de verre ou composites (plastiques renforcés de fibres). Le matériau retenu dépend des qualités (et défauts) propres à chacun.
Autrefois, certains chemins de câbles étaient fabriqués en fibrociment, contenant de l'amiante, un matériau reconnu depuis comme très dangereux pour la santé.
Lorsqu'un chemin de câble en acier galvanisé est coupé, les deux surfaces créées par la coupe doivent être peintes avec un composé riche en zinc pour protéger le métal contre la corrosion.